# T.J. Hooker
T.J. Hooker is een Amerikaanse politie-televisieserie, gecreëerd door Rick Husky, geproduceerd door Aaron Spelling en Leonald Goldberg. De serie werd op de Amerikaanse televisie uitgezonden van 1982 tot 1986.

## Verhaal
T.J. Hooker is een keiharde sergeant van de Lake City Police Departement en trainer van nieuwe agenten, maar hij is ook een voormalig rechercheur van de LCPD, hij heeft ooit bij een actie twee kogels in zijn lichaam te kregen en daardoor is hij een stukje van zijn maag kwijt geraakt. Hij besluit dan om terug de straat op te gaan en trekt het blauwe uniform weer aan, maar wordt dan ook het hoofd van academie om jonge agenten op te leiden. Bij de nieuwe klas zegt hij tegen zijn klas: "Mijn naam is T.J. Hooker, maar maak je niet druk over waar T.J. voorstaat, je kunt me sergeant noemen". In zijn klas zit een zeer geweldige jonge agent genaamd Vincent Romano, een voormalig Vietnam-veteraan, en die blijkt in alles de beste van zijn klas te zijn en dat valt Hooker ook op, dus als Romano eindelijk de straat op moet met een veteraan-agent, krijgt hij de beste die er maar is; T.J. Hooker. Hooker leert hem alles van de straat en van Californië.

## Rolverdeling
| Acteur           | Personage       |
| ---------------- | --------------- |
| William Shatner  | T.J. Hooker     |
| Adrian Zmed      | Vince Romano    |
| Heather Locklear | Stacy Sheridan  |
| James Darren     | Jim Corrigan    |
| Richerd Herd     | Dennis Sheridan |
| Hugh Farrington  | Pete O'Brien    |